# 河内火车街
河内火车街是河内一条狭窄的火车绕行道，每天两班火车靠近轨道两侧的建筑物行驶（铁轨几乎占据了整个火车街）。它位于黎笋街224号的小巷，特别是沿着奠边府街和冯兴街，以及河内火车站。该轨道由法国人于1902年修建，截至2024年仍在运行。
该列车每天下午3点和下午7 点经过河内与南越胡志明市之间的铁路线。当火车靠近时，住在铁轨旁的居民会清理狭窄空间内的物品。其他时间，当地居民经常在这里进行喝茶、玩棋盘游戏等日常活动。河内老城区旅游网站的一位作者写道：“河内火车街描绘了一幅非凡的当地生活画卷，这是一幅实时的写照，火车时常与当地居民的骄傲和文化遗产的节奏交织在一起。” 

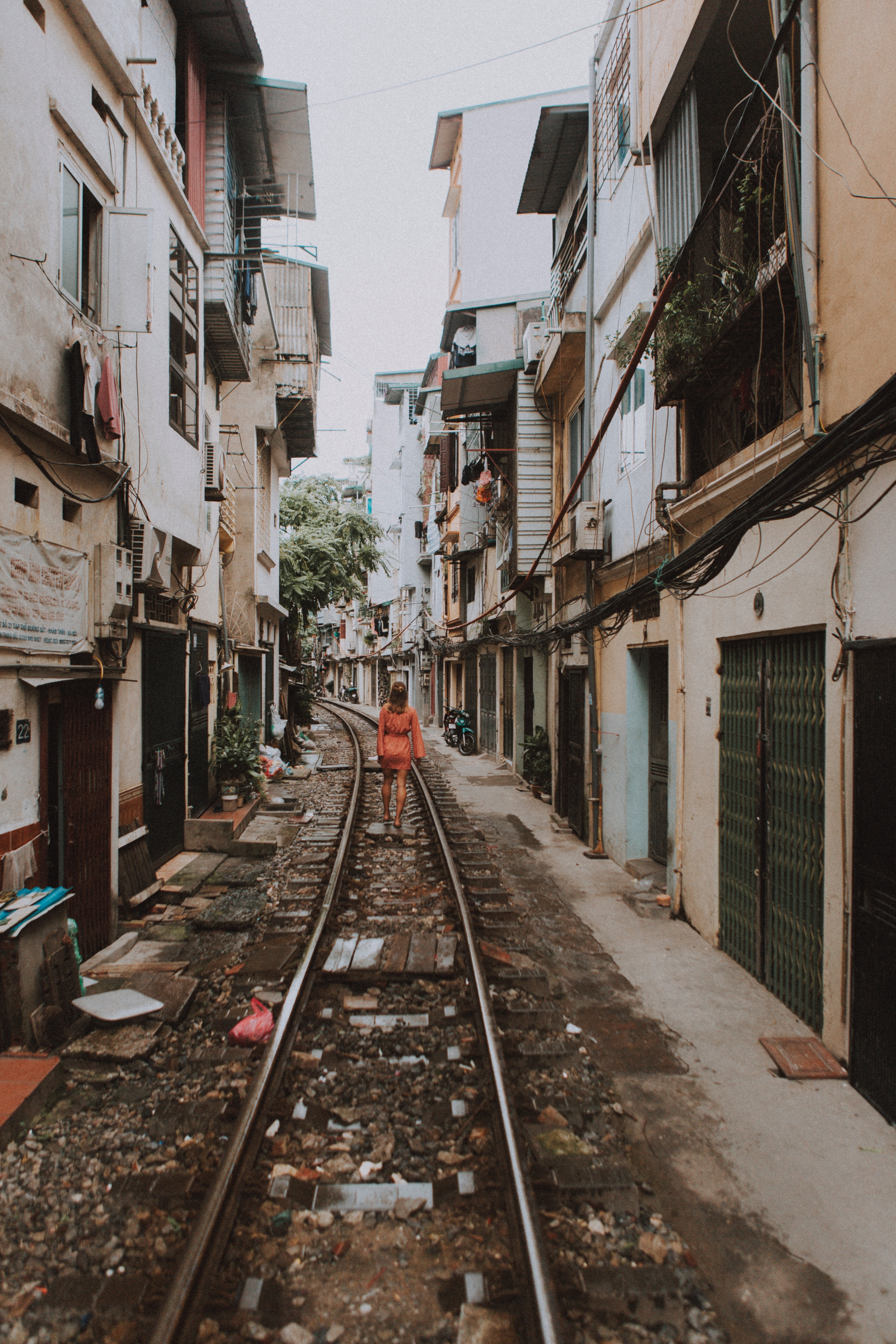
2017年的河内火车街

## 作为旅游景点开放
这条街曾是河内的一个旅游胜地，但当地政府于2019年10月以安全问题为由将其关闭。游客们经常会在这条狭窄的小巷里停下来拍照并发布到社交媒体上。该地区有咖啡馆和住宅，但当地官员也报告了对附近非法居住者和吸毒问题的担忧。2019年10月6日，由于街道过于拥挤，当地一列火车需要改道，导致该站关闭。当地咖啡馆如雨后春笋般涌现，为街道两旁熙熙攘攘的旅游业提供服务，店主们担心关闭咖啡馆会带来生意损失。 《越南快讯》援引一名火车司机的话说，他曾三次在铁轨上与游客发生险情，有一次，他停在距离一名正在给火车拍照的女子仅几米远的地方。 
近年来，随着旅游业的发展，安全问题也日益受到关注。据火车司机称，当游客不顾警告仍不离开轨道时，火车司机便紧急停车。2024年6月18日，一段在网上疯传的视频显示，一名女子冒着生命危险跳上轨道拍照，后被一名旁观者救起。在另一起事件中，一名身份不明的韩国游客被火车撞到后幸存下来。
2019年10月，越南政府指示铁路沿线的商家关闭，并设置路障和派出警察，限制游客进入这条街。这在社交媒体上引发了数千条投诉，并对当地旅游业造成了负面影响。
火车街将于2023年初重新向游客开放。 游客经常聚集在北侧靠近老城区的陈富街路口，以及南侧靠近黎笋街222号路口等地点。两边都挤满了当地咖啡馆，咖啡馆里会显示火车时刻表。游客也可以提前向咖啡馆询问火车经过的时间。通常从早上7点到晚上11点，会有超过7趟火车经过。 
自从受到世界游客的欢迎以来，河内火车街的当地商业就得到了增长。随着游客数量的增加，该地区的许多居民将他们的房子变成了出售饮料、食品和手工纪念品的商店。街上有许多小咖啡馆，包括火车街咖啡厅和东乡车站咖啡厅。 
南北铁路是法国人在 1902年殖民统治越南期间修建的 河内火车街最初是1956年以来铁路工人及其家人的住所。周围修建了房屋，作为员工的集体住房。近年来，这条街道得到了广泛的认可，并最终成为一个旅游景点，街道两旁有各种咖啡馆和小商店。
游客可以安全地在当地咖啡馆的户外座位区观看火车；咖啡馆老板通常会将凳子移近墙壁，并在火车靠近时建议顾客这样做。许多餐馆还会在店里的黑板上张贴火车时刻表。